# 괴물 (2023년 영화)
《괴물》(일본어: 怪物)은 2023년 개봉한 일본의 서스펜스 영화로, 고레에다 히로카즈가 감독을 맡았다. 제76회(2023년) 칸 영화제 각본상 수상작이자 황금종려상 경쟁후보작이다.

## 줄거리
싱글맘 사오리는 아들 미나토의 이상 행동(머리를 자르고, 신발 한 짝만 신고 오는 등)을 감지한다. 어느 날 밤, 미나토가 집에 들어오지 않자 사오리는 아들을 찾아 헤매다 폐쇄된 기차 터널에서 발견한다. 사오리는 아들의 담임인 호리 선생이 미나토를 학대한다고 의심하며 학교에 항의하지만, 학교 측은 냉담한 태도로 일관한다. 호리 선생은 마지못해 사과하지만, 사실은 미나토가 다른 학생 요리를 괴롭히고 있다고 주장한다. 사오리는 요리의 집을 방문하고, 요리 또한 미나토를 걱정하고 있음을 알게 된다. 결국 호리 선생은 해고당하지만, 며칠 후 학교로 돌아왔을 때 미나토는 그를 피하려다 계단에서 굴러 떨어진다. 폭우가 쏟아지는 밤, 호리 선생은 사오리의 집으로 찾아오지만 미나토는 사라진 후였다.
영화는 호리 선생의 시점으로 되돌아가, 미나토가 교실에서 다른 학생들의 물건을 던지거나 요리를 화장실에 가두는 등 문제 행동을 보였음을 보여준다. 호리 선생은 요리의 집에서 알코올 중독자인 요리의 아버지에게 학대당하는 상황을 목격한다. 학교 측은 학교의 명예를 위해 호리 선생에게 사임할 것을 압박하고, 그는 기자들에게 쫓기다 여자친구와도 헤어지게 된다. 학교 옥상에서 자살을 생각하던 호리 선생은 미나토가 계단에서 떨어진 후, 요리의 숙제에서 미나토의 이름을 발견하고 두 아이가 서로 사랑하는 사이임을 깨닫는다. 호리 선생은 사오리의 집으로 달려가 사과하지만, 미나토가 사라졌다는 소식에 그와 함께 기차 터널로 간다. 그곳에서 미나토의 우비만 발견되고, 진흙 속에 파묻힌 기차 객차를 찾는다.
마지막으로, 미나토의 시점으로 이야기가 전개된다. 요리는 사회성이 부족하고 여성스러운 행동 때문에 다른 아이들에게 괴롭힘을 당한다. 미나토는 요리와 가까워지면서 요리의 머리카락을 만지다가 충동적으로 자르고, 요리를 괴롭히는 아이들로부터 보호한다. 미나토는 요리에 대한 자신의 감정이 점점 더 깊어지는 것을 느끼며 괴로워하고, 자신이 아버지에게 부끄러운 아들이라고 생각한다. 요리의 집에서 요리와 그의 아버지가 다투는 장면을 목격한 후, 폭우가 쏟아지는 밤에 미나토는 멍투성이가 된 채 욕조에 앉아 있는 요리를 발견하고 둘은 함께 숨겨진 기차 객차로 도망친다. 폭우가 그친 후, 그들은 객차 밑으로 빠져나와 새로운 세상으로 다시 태어난 것인지 질문하며 함께 들판을 달린다. 그들이 가고 싶어 했지만 닫혀 있던 길은 이제 열려 있고, 주변에 아무런 잔해도 남아 있지 않다.

## 출연진
- 안도 사쿠라 - 사오리
- 나가야마 에이타 - 호리
- 구로카와 소야 - 미나토
- 히라기 요타 - 요리
- 타카하타 미츠키 - 히로나
- 가쿠타 아키히로 - 쇼다
- 나카무라 시도 - 기요타카
- 다나카 유코 - 후시미